# Liveta Jasiūnaitė
Liveta Jasiūnaitė (née le 26 juillet 1994) est une athlète lituanienne spécialiste du lancer de javelot.

## Carrière
Le 15 juin 2018, elle porte son record personnel à 61,61 m à Ogre (Lituanie).
Le 10 août 2018, dans le stade olympique de Berlin, elle remporte avec un meilleur jet à 61,59 m la médaille de bronze des championnats d'Europe, derrière l'Allemande Christin Hussong (67,90 m) et la Tchèque Nikola Ogrodníková (61,85 m). 
En 2019, lors des championnats baltes d'athlétisme par équipes, elle bat avec un lancer à 63,98 m le record de Lituanie détenu par Indre Jakubaityte depuis 2007.

## Palmarès
| Date | Compétition                       | Lieu      | Résultat | Marque  |
| ---- | --------------------------------- | --------- | -------- | ------- |
| 2012 | Championnats du monde juniors     | Barcelone | 8e       | 53,00 m |
| 2013 | Championnats d'Europe juniors     | Rieti     | 9e       | 51,27 m |
| 2015 | Championnats d'Europe espoirs     | Tallinn   | 3e       | 55,77 m |
| 2016 | Championnats d'Europe             | Amsterdam | 12e      | 53,94 m |
| 2017 | Universiade                       | Taipei    | 7e       | 57,25 m |
| 2018 | Championnats d'Europe             | Berlin    | 3e       | 61,59 m |
| 2019 | Universiade                       | Naples    | 1re      | 60,36 m |
| 2019 | Championnats d'Europe par équipes | Sandnes   | 4e       | 54,74 m |
| 2021 | Jeux olympiques                   | Tokyo     | 7e       | 60,06 m |
| 2022 | Championnats du monde             | Eugene    | 10e      | 58,97 m |
| 2022 | Championnats d'Europe             | Munich    | 6e       | 58,95 m |

### National
- Championnats de Lituanie d'athlétisme :
  - 10 titres au javelot : 2013, 2016-2024

## Records
| Épreuve           | Marque  | Lieu | Date         |
| ----------------- | ------- | ---- | ------------ |
| Lancer du javelot | 63,98 m | Ogre | 15 juin 2019 |